# Burni Kul
Burni Kul är ett berg i Indonesien.   Det ligger i provinsen Aceh, i den västra delen av landet, 1 600 km nordväst om huvudstaden Jakarta. Toppen på Burni Kul är 1 320 meter över havet.
Terrängen runt Burni Kul är kuperad åt nordost, men åt sydväst är den bergig. Trakten runt Burni Kul är nära nog obefolkad, med mindre än två invånare per kvadratkilometer. I omgivningarna runt Burni Kul växer i huvudsak städsegrön lövskog.